# 想起バイアス
想起バイアス（Recall_bias）とは疫学的研究において、研究参加者に対して過去の出来事や経験を想起させて得られた回想の正確性や完全性の違いから生じる系統的な誤差のことである。
反応バイアスや反応者バイアス、報告バイアス、思い出しバイアスと呼ばれることもある。

## 想起バイアスとリスク要因
この種の 計測誤差は面接やアンケートを用いる研究における方法論的問題になり得る（様々な種類のリスク因子への暴露を誤って分類してしまうことを引き起こす可能性がある）。想起バイアスは、疾患や精神状態の病因を探ることを目的としてケース・コントロールデザインを用いた後方視的研究においては特に問題になる。 例えば、乳がんのリスク要因を探る研究では、罹患した女性の方が健康な女性よりも、経口避妊薬のようにメディアなどで取り上げられたリスク因子に対する暴露の記憶をもっと熱心に探そうとする。この結果、健康な女性よりも、発病した女性の方が、リスク因子に曝露されたことを思い出しやすい傾向にある。この思い出しやすさの差のせいで、本当はリスク要因でないものが、リスク要因となってしまう可能性がある。

## 想起バイアス軽減法
臨床試験では想起バイアスを減らす1つの方法として”洗い流し期間"の設定がある。すなわち、対象者が最初にある出来事を評価した時点から、しばらく時間がおいて同じ出来事を評価してもらうという方法である。